# Metatachardia hunanensis
Metatachardia hunanensis är en insektsart som beskrevs av Zhang, Z.S. 1993. Metatachardia hunanensis ingår i släktet Metatachardia och familjen Kerriidae. Inga underarter finns listade i Catalogue of Life.